# Marathon van Brescia
De Marathon van Brescia (officieel Brescia Art Marathon) is een marathon in Italië, die sinds 2003 jaarlijks in Brescia plaatsvond. Naast de hele afstand behoorden ook de halve marathon en de 10 km tot het programma.

## Uitslagen

### Marathon
| Datum         | Snelste man              | Land  | Tijd    | Snelste vrouw        | Land      | Tijd    |
| ------------- | ------------------------ | ----- | ------- | -------------------- | --------- | ------- |
| 13 maart 2011 | Albert Kipngetich Kangor | Kenia | 2:14.05 | Marjija Vrajic       | Kroatië   | 2:56.24 |
| 14 maart 2010 | David Chelule            | Kenia | 2:13.53 | Eleni Gebrehiwot     | Ethiopië  | 2:42.53 |
| 15 maart 2009 | James Cheboi             | Kenia | 2:10.23 | Eliana Patelli       | Italië    | 2:50.41 |
| 20 april 2008 | Benjamin Kolum Kiptoo    | Kenia | 2:09.24 | Ornella Ferrara      | Italië    | 2:34.47 |
| 29 april 2007 | Philemon Kiprop Boit     | Kenia | 2:13.06 | Muliye Lemma         | Ethiopië  | 2:45.36 |
| 30 april 2006 | James Kwambai            | Kenia | 2:10.20 | Salomie Getnet Kassa | Ethiopië  | 2:42.43 |
| 20 maart 2005 | Richard Kiprono          | Kenia | 2:11.47 | Etaferahu Nigatu     | Ethiopië  | 2:47.04 |
| 14 maart 2004 | Hosea Kimutai Kiptanui   | Kenia | 2:10.47 | Zsuzsanna Vajda      | Hongarije | 2:44.12 |
| 9 maart 2003  | Matthew Kipkorir Sigei   | Kenia | 2:09.17 | Simona Viola         | Italië    | 2:35.23 |

### Halve marathon
| Datum         | Mannen               | Land  | Tijd    | Vrouwen         | Land   | Tijd    |
| ------------- | -------------------- | ----- | ------- | --------------- | ------ | ------- |
| 13 maart 2011 | Richard Kiprono Bett | Kenia | 1:03.05 | Deborah Toniolo | Italië | 1:19.41 |
| 14 maart 2010 | Joel Maina Mwangi    | Kenia | 1:03.43 | Jia Chaofeng    | China  | 1:11.20 |

### 10 km
| Datum | Snelste man              | Land     | Tijd  | Snelste vrouw              | Land    | Tijd  |
| ----- | ------------------------ | -------- | ----- | -------------------------- | ------- | ----- |
| 2011  | Geoffrey Ngugi Kanyanjua | Kenia    | 28.44 | Lucy Wambui Murigi         | Kenia   | 32.48 |
| 2010  | Dickson Chumba           | Kenia    | 28.56 | Zhu Xiaolin                | China   | 32.38 |
| 2009  | Joel Kimurer Kemboi      | Kenia    | 29.12 | Pasalia Chepkorir Kipkoech | Kenia   | 32.26 |
| 2008  | Berhanu Addane           | Ethiopië | 30.01 | Margaret Atodonyang        | Kenia   | 33.02 |
| 2007  | Jamel Chatbi             | Marokko  | 28.59 | Nadia Ejjafini             | Bahrein | 33.55 |
| 2006  | Jamel Chatbi             | Marokko  | 30.33 | Stefania Benedetti         | Italië  | 35.23 |

## Aantal finishers
| Jaar | Marathon | waarvan vrouwen | Halve marathon | waarvan vrouwen | 10 km | waarvan vrouwen |
| ---- | -------- | --------------- | -------------- | --------------- | ----- | --------------- |
| 2010 | 479      | 52              | 654            | 102             | 653   | 121             |
| 2009 | 521      | 50              | ---            | ---             | 938   | 199             |
| 2008 | 525      | 48              | ---            | ---             | 638   | 139             |
| 2007 | 581      | 41              | ---            | ---             | 447   | 093             |
| 2006 | 644      | 59              | ---            | ---             | 295   | 055             |